# Estadio Malvinas Argentinas
Az Estadio Malvinas Argentinas egy labdarúgó-stadion Mendozában, Argentínában. 
Az 1978-as világbajnokságra építették 1976 és 1978 között. A stadion a Godoy Cruz otthona és 40000 néző befogadására alkalmas.

## Események

### 1978-as világbajnokság
| Dátum            | Pályaválasztó | Eredmény | Vendég        | Részletek  | Nézők  |
| ---------------- | ------------- | -------- | ------------- | ---------- | ------ |
| 1978. június 3.  | Hollandia     | 3–0      | Irán          | 4. csoport | 33 431 |
| 1978. június 7.  | Hollandia     | 0–0      | Peru          | 4. csoport | 28 125 |
| 1978. június 11. | Skócia        | 3–2      | Hollandia     | 4. csoport | 35 130 |
| 1978. június 14. | Peru          | 0–3      | Brazília      | B csoport  | 31 278 |
| 1978. június 18. | Peru          | 0–1      | Lengyelország | B csoport  | 35 288 |
| 1978. június 21. | Brazília      | 3–1      | Lengyelország | B csoport  | 39 586 |